# Hiram Walbridge

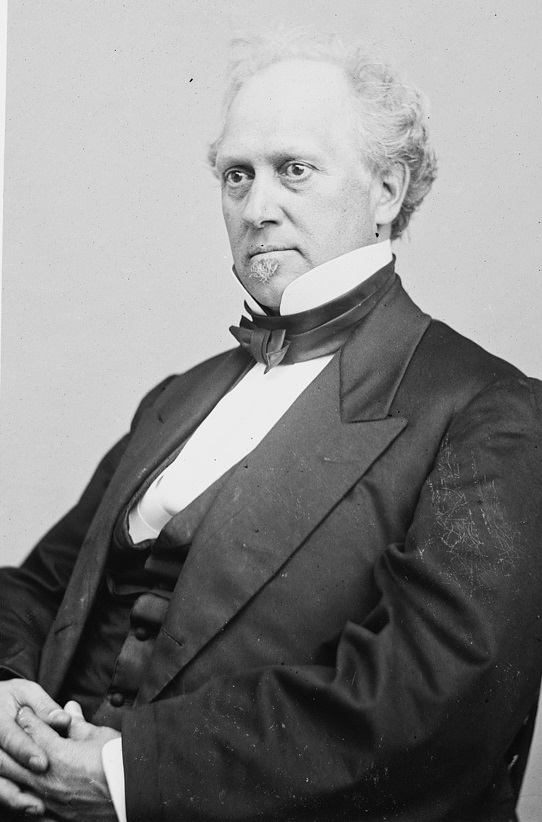
Hiram Walbridge, 1855

Hiram Walbridge (* 2. Februar 1821 in Ithaca, New York; † 6. Dezember 1870 in New York City) war ein US-amerikanischer Jurist und Politiker. Zwischen 1853 und 1855 vertrat er den Bundesstaat New York im US-Repräsentantenhaus.

## Werdegang
Hiram Walbridge wurde ungefähr sechs Jahre nach dem Ende des Britisch-Amerikanischen Krieges in Ithaca geboren und verbrachte dort die ersten Jahre. Seine Familie zog dann nach Ohio und ließ sich 1836 in Toledo nieder. Er besuchte öffentliche Schulen und die University of Ohio at Athens. Walbridge studierte Jura und begann nach seiner Zulassung als Anwalt 1842 in Toledo zu praktizieren. Im folgenden Jahr wurde er zum Brigadegeneral in der Miliz von Ohio ernannt. Er zog dann nach New York, wo er in Buffalo kaufmännischen Geschäften nachging. Er saß im Board of Aldermen. Dann zog er 1847 nach New York City, wo er weiter kaufmännischen Geschäften nachging. Politisch gehörte er der Demokratischen Partei an. Bei den Kongresswahlen des Jahres 1852 wurde er im dritten Wahlbezirk von New York in das US-Repräsentantenhaus in Washington, D.C. gewählt, wo er am 4. März 1853 die Nachfolge von Emanuel B. Hart antrat. Da er auf eine erneute Kandidatur im Jahr 1854 verzichtete, schied er nach dem 3. März 1855 aus dem Kongress aus. Danach widmete er sich in New York City seinen früheren Geschäften. Nach dem Ausbruch des Bürgerkrieges kandidierte er im Jahr 1862 als Unionskandidat erfolglos für einen Kongresssitz. Am 11. Juli 1865 nahm er als Präsident an der International Commercial Convention in Detroit (Michigan) teil und 1866 als Delegierter an der Southern Loyalist Convention in Philadelphia. Er verstarb am 6. Dezember 1870 in New York City und wurde auf dem Glenwood Cemetery in Washington D.C. beigesetzt. Der Kongressabgeordnete Henry S. Walbridge war sein Cousin.